# Talhaiarn
Pour les articles homonymes, voir John Jones et Jones.
John Jones (19 janvier 1810 - octobre 1869), connu sous son nom bardique de Talhaiarn, est un poète et architecte gallois.

## Vie et réputation
Jones est né au Harp Inn (désormais connu sous le nom de Hafod y Gân) à Llanfair Talhaearn dans le Denbighshire. Il est probablement apprenti et travaille pour l'architecte et arpenteur du comté de Denbighshire Thomas Penson (en) entre 1830 et 1843. Il travaille ensuite pour des architectes ecclésiastiques à Londres, étant employé, par exemple, par Sir Joseph Paxton pour superviser la construction du Crystal Palace. Il devient un membre éminent de la Société Cymdeithas y Cymreigyddion (en) à Londres, et son président en 1849.
Talhaiarn vit en Angleterre et en France, mais écrit en gallois. Ses œuvres comprennent des textes bien connus telles que Bugeilio'r Gwenith Gwyn (Watching the Wheat) (en) et Mae Robin yn Swil (Robin is Shy). Son nom bardique est dérivé conventionnellement du lieu de sa naissance, mais se réfère probablement aussi à Talhaearn Tad Awen (en), un poète gallois réputé du 6e siècle.
Bien qu'il soit accepté dans la société Gorsedd y Beirdd à Bala en 1869, il est connu pour avoir échoué à plusieurs reprises pour remporter la présidence de l'Eisteddfod. En 1849, à l'Aberffraw Eisteddfod, il se lève pour contester le jugement et défendre son poinçon (poème) perdant. En 1863, au Swansea Eisteddfod, il déclare que les juges non-conformistes ont des préjugés contre lui à cause de sa confession  anglicane.
En mauvaise santé, il retourne au Pays de Galles en 1865 et, en 1869, se suicide avec une arme à feu dans sa chambre au Harp Inn. Il est enterré sous un if devant l'église St Mary à Llanfair Talhaearn.

## Publications
John Jones collabore avec John Thomas sur la compilation d'une série de livres intitulée Welsh Melodies with Welsh and English Poetry. C'est un travail collaboratif, avec Jones écrivant les textes gallois, Thomas Oliphant, l'artiste et musicien, écrivant les textes anglais (rarement une traduction) et John Thomas, le compositeur et harpiste gallois, agissant en tant qu'auteur. Ils produisent quatre volumes, les deux premiers publiés en 1862, le troisième en 1870 et le quatrième en 1874.